# Jean-Baptiste Joseph Delambre
Jean-Baptiste Joseph Delambre, francoski matematik, astronom, geometer in zgodovinar astronomije, * 19. september 1749, Amiens, Francija, † 19. avgust 1822, Pariz, Francija.

## Življenje in delo
Delambreov največji dosežek je bil, da je z Méchainom med letoma 1791 in 1799 meril dožino poldnevniškega loka med Dunkerquejem in Barcelono. Ta del poldnevnika, ki poteka tudi skozi Pariz, je služil kot osnova za izračun dolžine četrtine poldnevnika, ki povezuje Severni pol z ekvatorjem.
Bil je med ustanovnimi člani Urada za dolžine (Bureau des longitudes) leta 1795.
Med letoma 1804 in 1822 je bil sedmi predstojnik Pariškega observatorija. Nasledil ga je Bouvard.
Leta 1823 ga je kot predstojnik stolice za astronomijo na Francoskem kolegiju nasledil Binet.

## Priznanja

### Poimenovanja
Po njem se imenuje krater Delambre na Luni.